# Zite Personalised Magazine
Zite Personalised Magazine (of kortweg Zite) was een tijdschriften-applicatie ontwikkeld door het Canadese bedrijf Zite, Inc. De nieuwslezer was beschikbaar voor iOS-, Android- en Windows Phone-toestellen.

## Functies
- Artikelen onderverdelen in verschillende categorieën.
- Zich aan de gebruikers interesses aanpassen door meer soortgelijke artikelen te laten zien.
- Artikelen opslaan via diverse diensten als Evernote, Pocket of Instapaper.
- Artikelen delen via sociale media, zoals Twitter, Google+ en LinkedIn.

## CNN
Mediagigant CNN maakte eind augustus 2011 bekend dat ze de Zite, Inc. wilden kopen voor 20 miljoen dollar. Het eerste concrete resultaat van de aankoop was de gezamenlijke creatie van CNN Trends, een online webdienst die de meest besproken nieuwsberichten uit verschillende bronnen bijhoudt.